# مئير كوهين (سياسي)
مئير كوهين (بالعبرية: מאיר כהן، من مواليد 15 نوفمبر 1955) سياسي إسرائيلي من يهود المغرب. ولد في العام 1955م في مدينة الصويرة، غرب المغرب من اسرة مغربية يهودية، انتقلت الي اسرائيل في الستينيات. حاصل على درجة البكالوريوس (اللقب الأول) في التاريخ وعلى درجة الماجستير (اللقب الثاني) في الفلسفة والدراسات اللاهوتية اليهودية من جامعة بن غوريون 

## تاريخه الوظيفى
عمل مديرًا في مدرسة وهو الرئيس السابق لبلدية ديمونا وهو حاليا عضو في الكنيست كتلة يش عتيد هناك مستقبل شغل منصب وزير في الخدمات الاجتماعية من عام 2013 حتى عام 2014. وتم اختيار كوهين مرتيْن ضمن قائمة أفضل 10 رؤساء بلدية في إسرائيل حسب صحيفة «معاريف» الإسرائيلية، كما اختير ضمن قائمة أكثر 101 تأثيرا في إسرائيل حسب مجلة «ذي ماركر» الاقتصادية.

## مناصبه في الكنيست
شغل منصب نائب رئيس الكنيست بالإضافة إلى أنه يشغل المناصب التالية بالكنيست
| عضو في لجنة التربية والتعليم                                                     |
| عضو في لجنة العمل والرفاه والصحة                                                 |
| عضو في اللجنة المشتركة بموجب قانون الخدمة الوطنية المدنية لسنة 2014              |
| عضو في اللجنة الخاصة لمناقشة مشروع قانون السلطة الحكومية المكلفة بالتجديد الحضري |
| عضو في لجنة الدستور والقانون والقضاء                                             |